# SV Guntersblum
Der SV 1921 Guntersblum e. V. ist ein deutscher Fußballverein mit Sitz in der rheinland-pfälzischen Ortsgemeinde Guntersblum innerhalb der Verbandsgemeinde Rhein-Selz im Landkreis Mainz-Bingen.

## Geschichte
Der Verein wurde ursprünglich im Jahr 1921 gegründet. Zur Saison 1976/77 stieg die erste Mannschaft in die zu dieser Zeit drittklassige 1. Amateurliga Südwest auf. Mit 15:57 Punkten hätte die Mannschaft eigentlich zusammen mit dem FV Speyer absteigen müssen, jedoch durfte man auch in der Folgesaison Teil der Klasse bleiben. Danach wurde die Liga aufgelöst und mit 16:60 Punkten ging der Verein zur nächsten Saison nun in die fünftklassige 2. Amateurliga über.
In der Saison 2003/04 spielte die erste Mannschaft in der Landesliga Südwest Ost, musste mit 33 Punkten über den 14. Platz in die Bezirksliga Rheinhessen absteigen. Mit 76 Punkten gelang in der Spielzeit 2005/06 der zweite Platz, wodurch der Aufstieg in die Landesliga gelang. Hier hielt man sich und verpasste einen Aufstieg oder die Meisterschaft mehrfach knapp. Nach schlechteren Saisons stieg man 2011/12 mit 23 Punkten ab. Wieder in der Bezirksliga hatte man schwächere Spielzeiten und in der Saison 2017/18 stieg die Mannschaft mit 16 Punkten auf dem 15. Platz in die A-Klasse Alzey-Worms ab. In der Saison 2021/22 gewann die erste Mannschaft mit 42 Punkten in der Aufstiegsrunde der A-Klasse Alzey/Worms die Meisterschaft und stieg damit in die Bezirksliga Rheinhessen auf. In der Saison 2022/23 gelang es der ersten Mannschaft die Spielzeit in der Bezirksliga Rheinhessen auf Platz 5 abzuschließen.